# هدمه (محافظة العيص)
هدمه، قرية من قرى محافظة العيص، والتابعة لمنطقة المدينة المنورة في السعودية.